# Alhard von Burgsdorff
Alhard Karl Gustav Ehrenreich von Burgsdorff (* 18. August 1890 in Berlin; † 30. Juli 1960 in Düsseldorf-Garath) war ein deutscher Industrieller, Landwirt und Geflügelzüchter.

## Leben
Alhard von Burgsdorff wurde als Sohn von Albert von Burgsdorff und Lucie geb. Poensgen geboren. Das Abitur erlangte er 1909 am Hohenzollern-Gymnasium in Düsseldorf. Er studierte drei Semester Rechtswissenschaften an der Universität Heidelberg und wurde 1909 Mitglied des Corps Saxo-Borussia Heidelberg. Anschließend trat er in die Armee ein, zunächst als Fahnenjunker und später Leutnant im Westfälischen Ulanen-Regiment Nr. 5 in Düsseldorf. Als aktiver Offizier wurde er 1914 in Würzburg zum Dr. jur. et rer. pol. promoviert und gehörte damit zu den drei aktiven Offizieren mit Doktortitel dieser Zeit. Im Ersten Weltkrieg wurde er 1915 zum Oberleutnant und 1918 zum Rittmeister befördert. Nach Kriegsende nahm er Abschied vom aktiven Dienst. 1920 gründete er die Kontakt-AG Frankfurt am Main-Rödelheim. Er war Inhaber der Garather Geflügelfarm, der größten Zuchtfarm ihrer Zeit auf dem europäischen Festland mit 5000 Zuchthennen und einer Produktion von mehr als 250.000 Eintagsküken. Hier führte er zuerst die Herdbuchzucht in der deutschen Geflügelzucht ein.
Von Burgsdorff war Vorsitzender des Aufsichtsrates der H. Römmler AG, stellvertretender Vorsitzender des Aufsichtsrates der Deutschen Erdöl AG in Berlin sowie Mitglied des Aufsichtsrates der Gewerkschaft Graf Bismarck in Gelsenkirchen-Bismarck, der Mannesmannröhren-Werke AG in Düsseldorf, der Elektro-Einheitsmaterial GmbH in Salzburg, der Westdeutschen Handels- und Plantagen-Gesellschaft in Düsseldorf, der Kontakt AG in Frankfurt am Main und der Sisal-Agaven-Gesellschaft in Düsseldorf.
Von 1918 bis 1929 war er Kreistagsabgeordneter des Landkreises Düsseldorf. Ferner war er Gauführer im Stahlhelm, Bund der Frontsoldaten, Mitglied des Kommunal- und Industrieausschusses der Industrie- und Handelskammer Düsseldorf, Vorsitzender des Geflügelzuchtausschusses der Landwirtschaftskammer für die Rheinprovinz in Bonn, Präsident des Clubs Deutscher Geflügelzüchter (nicht zu verwechseln mit dem Bund Deutscher Rassegeflügelzüchter) und Vorsitzender des Rheinischen Landbundes Düsseldorf-Mettmann.

## Auszeichnungen
- Eisernes Kreuz II. und I. Klasse
- Königliche Preußische Rettungsmedaille am Bande
- Adolf-Köppe-Nadel (1957)[3]

## Schriften
- Die Kriegserklärung und ihre Wirkungen unter besonderer Berücksichtigung der öffentlich-rechtlichen und privatrechtlichen Verträge. Dissertation, 1914.
- Die Geschichte des westfälischen Ulanenregiments Nr. 5. 1930.
- mit Karl Sigmar Baron von Galéra: Garath – Menschen und Schicksale um ein adeliges Haus im Lande vom Berge. 1958.
- Herausgeber von: Hans von Burgsdorff-Friedrichstanneck: Stammtafeln des uradligen Geschlechts der Herren von Burgsdorff. 4 Bände. 1958–1959.
- Der Hauptmann Henning von Burgsdorff; vom tapferen Leben und Sterben des Bezirkshauptmanns von Gibeon. 1982.